# Teretrius robinsoni
Teretrius robinsoni är en skalbaggsart som beskrevs av Yves Gomy 1983. Teretrius robinsoni ingår i släktet Teretrius och familjen stumpbaggar. Inga underarter finns listade i Catalogue of Life.